# خوسيه بونو
خوسيه بونو هو أستاذ جامعي ومحامي وسياسي إسباني، ولد في 14 ديسمبر 1950 في سالوبري في إسبانيا. نشط حزبياً في الحزب الاشتراكي العمالي الإسباني.

## مناصب
- في election to the Congress of Deputies 2008 ‏، انتخب عضو مجلس النواب الإسباني  [لغات أخرى]‏ عن دائرة طليطلة [الإنجليزية]‏ خلال فترته النيابية  [لغات أخرى]‏ (26 مارس 2008 – 13 ديسمبر 2011).
- في الانتخابات العمومية الإسبانية 1982 [الإنجليزية]‏، انتخب عضو مجلس النواب الإسباني  [لغات أخرى]‏ عن دائرة Albacete (Congress of Deputies constituency) [الإنجليزية]‏ خلال فترته النيابية  [لغات أخرى]‏ (10 نوفمبر 1982 – 6 يونيو 1983).
- في الانتخابات العمومية الإسبانية 1979 [الإنجليزية]‏، انتخب عضو مجلس النواب الإسباني  [لغات أخرى]‏ عن دائرة Albacete (Congress of Deputies constituency) [الإنجليزية]‏ خلال فترته النيابية  [لغات أخرى]‏ (15 مارس 1979 – 18 نوفمبر 1982).
- انتخب وزير الدفاع  [لغات أخرى]‏ (18 أبريل 2004 – 11 أبريل 2006).
- انتخب President of the Regional Government of Castilla–La Mancha [الإنجليزية]‏ (6 يونيو 1983 – 17 أبريل 2004).
- انتخب عضو برلمان قشتالة-لا مانتشا  [لغات أخرى]‏ عن دائرة Albacete (Congress of Deputies constituency) [الإنجليزية]‏ (8 مايو 1983 – 16 أبريل 2004).
- انتخب President of the Congress of Deputies [الإنجليزية]‏ (31 مارس 2008 – 13 ديسمبر 2011).

## وصلات خارجية
- خوسيه بونو على موقع IMDb (الإنجليزية)
- خوسيه بونو على موقع مونزينجر (الألمانية)